# Храм Державної ікони Божої Матері (Чистякове)
Хармовий комплекс в місті Чистякове включає в себе Церкву преподобної Святої мучениці Княгині Єлизавети  та інокені Варвари (1994 рік побудови), церкву Державної ікони Божої Матері (2000 рік побудови) та престольний храм (будується).